# Sindri Guðmundsson
Sindri Hrafn Guðmundsson (Kópavogur, 21 novembre 1995) è un giavellottista islandese.

## Biografia
Cresciuto a sud di Reykjavík, Guðmundsson disputa le prime competizioni a partire dal 2010. Oltre alle partecipazioni ai campionati nordici, debutta nel 2011 internazionali gareggiando nel lancio del giavellotto ai Mondiali allievi in Francia e procedendo nei maggiori circuiti internazionali giovanili, arrivando in finale nell'edizione juniores 2014 di Eugene. Nel 2018 partecipa alla sua prima manifestazione seniores internazionale agli Europei di Berlino, senza centrare la finale.
Nel 2017 viene ingaggiato dall'Università dello Utah, gareggiando nei tornei NCAA negli Stati Uniti.

## Palmarès
| Anno | Manifestazione | Sede       | Evento                 | Risultato | Prestazione | Note |
| ---- | -------------- | ---------- | ---------------------- | --------- | ----------- | ---- |
| 2011 | Mondiali U18   | Lilla      | Lancio del giavellotto | 28º (q)   | 59,83 m     |      |
| 2012 | Mondiali U20   | Barcellona | Lancio del giavellotto | 30º (q)   | 65,26 m     |      |
| 2013 | Europei U20    | Rieti      | Lancio del giavellotto | 19º (q)   | 64,43 m     |      |
| 2014 | Mondiali U20   | Eugene     | Lancio del giavellotto | 12º       | 65,61 m     |      |
| 2017 | Europei U23    | Bydgoszcz  | Lancio del giavellotto | 9º        | 74,42 m     |      |
| 2018 | Europei        | Berlino    | Lancio del giavellotto | 20º (q)   | 74,91 m     |      |

## Campionati nazionali
- Campione nazionale assoluto nel lancio del giavellotto (2018)[5]

## Altre competizioni internazionali
2011
- 8º al Festival olimpico della gioventù europea ( Trebisonda), lancio del giavellotto - 66,06 m